# Logi Einarsson

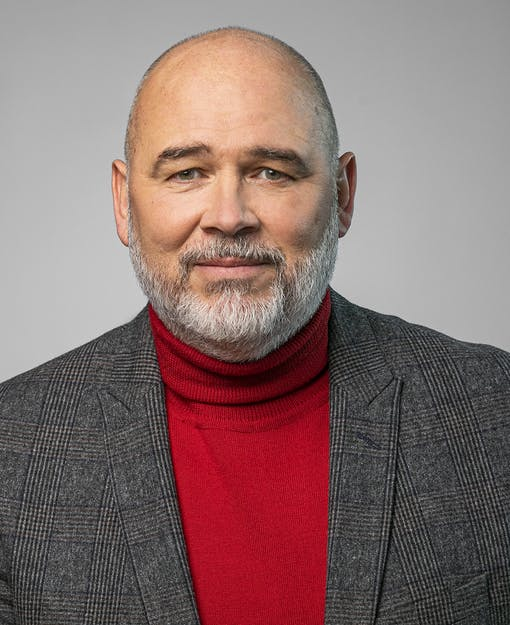
Logi Már Einarsson, 2021

Logi Már Einarsson (* 21. August 1964 in Akureyri) ist ein isländischer Architekt und Politiker der sozialdemokratischen Allianz. Seit dem 21. Dezember 2024 ist er Minister für Kultur, Innovation und Hochschulbildung im Kabinett Kristrún Frostadóttir. Er war von 2016 bis 2022 Vorsitzender der Allianz. Seit 2022 ist er Fraktionsvorsitzender der Allianz im isländischen Parlament Althing, dem er seit 2016 angehört.

## Leben
Logi hat einen Abschluss in Architektur von der Architektur- und Designhochschule Oslo und war eine Zeitlang Vorsitzender des isländischen Architektenverbands Arkitektafélag Íslands. 2003 gründete er sein eigenes Architekturbüro Kollgáta in Akureyri.
Logi Már Einarsson gehörte dem Stadtrat von Akureyri an. Bei der Parlamentswahl vom 29. Oktober 2016 wurde er als Vertreter des Nordöstlichen Wahlkreises ins isländische Parlament Althing gewählt. Am 31. Oktober trat er die Nachfolge der zurückgetretenen Parteivorsitzenden Oddný G. Harðardóttir an, nachdem er seit Juni stellvertretender Vorsitzender der Allianz gewesen war. 2022 trat er nicht zur Wiederwahl als Parteivorsitzender an; zu seiner Nachfolgerin gewählt wurde im Oktober 2022 als einzige Kandidatin Kristrún Frostadóttir.
Im Althing gehörte Logi Már Einarsson wechselnden Ausschüssen an; mit Stand Ende 2023 war er Mitglied des Ausschusses für auswärtige Angelegenheiten, Vorsitzender des Zukunftsausschusses und Mitglied des gemeinsamen parlamentarischen Komitees EU-Island.
Im nach der Wahl 2024 gebildeten Kabinett Kristrún Frostadóttir ist Logi Einarsson seit dem 21. Dezember 2024 Minister für Kultur, Innovation und Hochschulbildung.